# Авіасимулятор

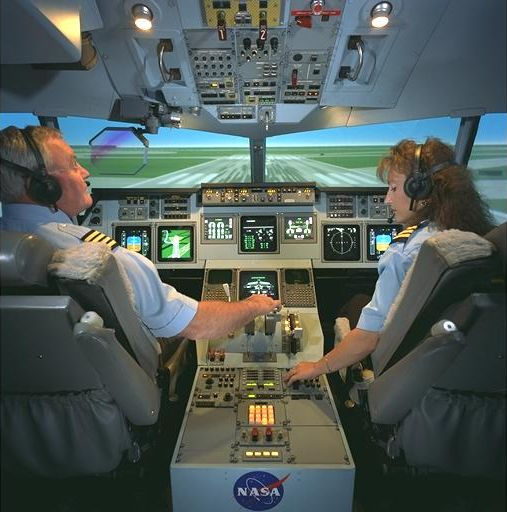

Авіасимулятор — симулятор польоту в імітованому повітряному судні для навчання пілотування. Вони можуть суттєво розрізнятися: від комп'ютерної гри і простих механіко-електронних пристроїв з приладовою панеллю і передньою частиною фюзеляжу — до складних комплексів з сучасними системами візуалізації і перевантажень, призначених для навчання пілотів бойових літаків і космонавтів.

## Симулятор літака

### Аркадні
Характерною особливістю, окрім спрощеної фізичної взаємодії з симулятором, є те, що управління розраховане на використання дискретного чотирипозиційного покажчика напрямку польоту — «геймпаду».

### Реалістичні

#### Фізика і модель пошкоджень
Фізика польоту враховує безліч різних параметрів, так наприклад в Іл-2 «Штурмовик» враховуються:
- погодні умови
  - вітер
  - турбулентність
  - хмари
  - опади
  - сліпуче сонце
- аеродинамічні ефекти
  - флаттер
  - штопор
  - перевантаження
- гіроскопічний момент
  - реактивний момент повітряного гвинта
  - гіроскопічний ефект повітряного гвинта
- перегрівання двигуна
- можливість зламати шасі або розбитися при посадці (а не тільки носом в землю)
- вигляд тільки з кабіни
- вплив трясіння на переміщення голови пілота
- відключення маркерів цілей (яких за часів Іл-2 не існувало)
- реалістичні траєкторії при пострілах і бомбометанні
- обмежені боєзапас і запас палива
- реалістична система пошкоджень літака

#### Пристрої введення
Для керування літаком, при модельованій в цих іграх фізиці польоту, потрібен джойстик. Для професійних гравців випускаються комплекти з руків'ям керування літаком (РКЛ) і руків'я керування двигуном (РКД). Для ще більшого поринання можливе використання ножних педалей управління кермом напряму. За відсутності педалей рискання по курсу на деяких джойстиках здійснюється поворотом РКЛ навколо своєї осі. Практично всі джойстики мають на РКЛ так звану «хатку» (від англійського «Point of View Hat») — восьмипозиційний перемикач, призначений для керування оглядом, який сильно полегшує стеження за ситуацією в повітрі при ближньому бою винищувачів. Для керування важкими, а також багатомоторними літаками характерне використання штурвалу, замість РКЛ. РКД, при цьому, виконується у вигляді двох (або більше) важелів для зручного керування тягою і/або кроком гвинта різних двигунів. Як правило, ці важелі можуть з'єднуватися штифтом в одне руків'я для симуляції літака з однією РКД (з одним важелем керування двигуном (ВКД)).

#### Список ігор
- Цивільні
  - FlightGear
  - Fly!
  - Fly! II
  - Microsoft Flight Simulator
  - X-Plane
  - GeoFS

- Бойові
  - Серія авіасимуляторів Іл-2
    - Ил-2 «Штурмовик»
    - Іл-2 Штурмовик: Забуті битви (2003)
    - Іл-2 Штурмовик: Платинова колекція (2007)

  - Серія авіасимуляторів від MicroProse:
    - F-15: Strike Eagle
    - F-16: Combat Pilot
    - F-19: Stealth Fighter
    - F-117 (гра)

  - Серія авіасимуляторів DCS(Digital Combat Simulator) від Eagle Dynamics:
    - Lock On: Сучасна бойова авіація
    - Lock On: Гарячі скелі
    - Lock On: Гарячі скелі 2
    - Ka-50 Black Shark

  - Free Falcon 5.0
  - Red Baron
  - Target Rabaul
  - WarBirds

- Універсальні
  - ACM[1][2]
  - YSFlight

### Професійні
Професійні симулятори діляться на «процедурні» і «комплексні».

#### Процедурні симулятори
Процедурний авіаційний симулятор призначений для професійної підготовки льотного складу. Це технічний засіб навчання, що дозволяє формувати навички та вміння, необхідні в реальних умовах діяльності пілота. Має такі основні властивості:
- імітація на симуляторі окремих фрагментів умов реальної діяльності пілота;
- можливість відпрацювання окремих операцій і дій реальної діяльності пілота;
- можливість об'єктивного контролю результатів усіх відпрацьовуваних на тренажері операцій і дій з боку інструктора.

Процедурні симулятори забезпечують навчання конкретним діям, наприклад, керуванню польотом, двигуном і авіаційними штатними системами, керуванню радіоелектронним устаткуванням, бойовому застосуванню в нічних умовах тощо. Як правило, до їх складу входять дисплейні імітатори приладових дощок та імітатори важелів керування, які своїми граничними переміщеннями, характеристиками завантаження і тактильним відчуттям відповідають реальним на всіх етапах і режимах польоту. Частина приладів, що безпосередньо відносяться до виконання операції, є реальною. Так само процедурні симулятори можуть використовуватися для навчання персоналу, не пов'язаного безпосередньо з керуванням польотом. Наприклад, існують симулятори, що навчають технічний персонал обслуговувати авіатранспорт, симулятори передових авіаційних навідників, диспетчерів повітряного руху тощо.
Коли літальний апарат експлуатується екіпажем із двох та більше осіб, їхні робочі місця апаратно реалізуються ізольовано та з'єднуються в мережу на рівні програмного забезпечення, що дозволяє як відпрацьовувати взаємодію членів екіпажа, так і проводити навчання кожного члена екіпажу окремо.

#### Комплексні симулятори
Комплексний авіаційний симулятор реалізує навчання аналогічно процедурному симулятору, але на досконалішому рівні та має такі основні властивості:
- максимальне наближення умов діяльності пілота на симуляторі до умов реальної діяльності у польоті;
- забезпечення відпрацювання на симуляторі загалом усіх завдань реальної діяльності пілота, яку він здійснює у польоті;
- забезпечення можливості об'єктивного контролю результатів усіх відпрацьовуваних на комплексному симуляторі завдань загалом.

Комплексний симулятор є найвищим рівнем технічних засобів навчання для підготовки льотного складу, а також ефективним засобом підтримки натренованості пілотів. Комплексний симулятор відтворює реальний інтер'єр кабіни і дає можливість відпрацювання всіх без винятку режимів експлуатації літального апарата. Симулятори найвищого кваліфікаційного рівня мають повний набір засобів, що забезпечують адекватну дію на всі канали сприйняття учня.
Комплексні симулятори літака МіГ-29 випускаються українським ТОВ «МАРКЕТ-МАТС»:
- «Сокіл-КТС» — динамічний комплексний тренажер літака МіГ-29 (відео [Архівовано 20 липня 2021 у Wayback Machine.])
- «КТС-21М» — стаціонарний комплексний тренажер літака МіГ-29 (відео [Архівовано 21 липня 2021 у Wayback Machine.])
- «СУ-26» [Архівовано 23 серпня 2013 у Wayback Machine.]
- «ТУ-134» [Архівовано 24 жовтня 2019 у Wayback Machine.]

Комплексні симулятори «КТС-21М» і «СОКІЛ-КТС» призначені для забезпечення льотно-тактичної підготовки льотного складу бойових підрозділів, а також для навчання курсантів військових навчальних закладів. Дозволяють значно скоротити матеріальні витрати в процесі навчання, забезпечують можливість відпрацювання таких завдань:
- підготовка до польоту, запуск двигунів, рух по стернових доріжках і злітно-посадковій смузі, зліт і набір висоти вдень і вночі в простих і складних метеоумовах, політ колом;
- виконання польоту за маршрутом;
- виконання фігур складного і вищого пілотажу на середніх, великих і малих висотах;
- політ на групову злітаність у складі пари;
- політ в район бойових дій, пошук, виявлення й розпізнавання наземних, морських і повітряних цілей, прицілювання і їх ураження;
- оцінка радіоелектронної обстановки за допомогою апаратури РЕП;
- відробіток дій льотчика в особливих випадках польоту;
- ведення радіозв'язку літака із землею (інструктором);
- захід на посадку на запрограмований і незапрограмований аеродром.

Комплексні авіасимулятори «КТС-21М» прийняті на озброєння ВВС України.

## Симулятор вертольота

### Аркадні
Для аркадних симуляторів вертольотів, подібно до аркадних симуляторів літаків, окрім спрощеної фізики, характерне управління, не розраховане на джойстик. Але якщо в аркадних симуляторах літаків на ПК, управління дискретне і аналогічне консольним геймпадам — з використанням стрілок на клавіатурі, то на вертолітних аркадних симуляторах на ПК характерне використання миші, і управління аналогічне не консольним іграм, а шутерам на ПК. При цьому, вертоліт фактично розглядається як висяча в повітрі рухлива турель (керована мишею), у якого не враховується ефект збільшення підіймальної сили під час косого обтікання і ефект землі — зміни льотних характеристик під час польоту на великій швидкості і під час польоту/висіння низько над землею відповідно.
- LHX Attack Chopper
- Серія ігор Comanche

### Реалістичні
Зазвичай використовують ті ж джойстики що і для літаків, але випускаються і спеціальні джойстики в яких єдине руків'я управління кроком гвинта і двигуном (відповідна РКД) розташована по вертолітному — горизонтально збоку сидіння. При цьому рух руків'я вгору-вниз управляє кроком гвинта, а обертання ручки навколо власної осі — двигуном.
За відсутності повноцінного вертолітного джойстика, і наявності РКД з одним руків'ям, РКД керує не двигуном, а кроком гвинта. Якщо є РКД з двох руків'їв, то один з них керує двигуном, а інший кроком гвинта.
- Gunship!
- Comanche vs. Hokum: Enemy Engaged
- Ka-52 Team Alligator
- Серія Digital Combat Simulator (DCS)
  - DCS Ка-50: Чорна акула

### Професійні
Професійні симулятори для пілотів вертольотів мають повну імітацію кабіни, закріплену на спеціальному рухомому стенді, для імітації злету, посадки, обертання, імітація напрямку польоту за керуванням штурманом, та інші різні додаткові особливості в залежності від підготовки цивільних, військових чи космічних пілотів.

## Симулятор планера
Симулятори планера створються для симуляції ширяючих польотів із врахуванням впливу динамічних повітряних потоків.
- Condor[3]
- Slope Soaring Simulator (SSS)[4][5]

## Симулятор радіокерованої авіамоделі (дрона)
Симулятори радіокерованих авіамоделей (дронів) розробляються з врахуванням реалістичної фізики польотів при малих числах Рейнольдса.
- Flying-Model-Simulator (FMS)[6][7]
- ArduPilot
- CRRCSim[8]
- XFLR5

## Симулятор ракети
- Kerbal Space Program (KSP)
- OpenRocket

## Інші

### Іншої техніки (дельтапланів,парапланів,повітряних кульіт.ін.)
Симулюють політ на літальних апаратах, що не є ні літаками, ні вертольотами (за бажання планери, мотопланери і ракетоплани можна віднести до літаків, а конвертоплани і автожири до вертольотів). Окрім окремих симуляторів спеціально присвячених такій техніці, подібні літальні апарати іноді зустрічаються в модах до Microsoft Flight Simulator і X-Plane. Реалістичність симуляції в даному під-жанрі широко варіюється, в залежності від гри — від аркадності до реалізму.
окремі ігри
- Hang Gliding Simulator (Ilan Papini 1999) — симулятор дельтаплана
- Skydive! (Gonzo Games 1999) — симулятор скайдайвінгу

моди до Microsoft Flight Simulator і X-Plane
- Golden Eagles Squadron — симулятор повітряної кулі (мод до Microsoft Flight Simulator)

### Симулятори авіадиспетчера
Симулюють роботу диспетчера служби управління повітряним рухом. Професійні продукти широко використовуються при підготовці авіадиспетчерів. Ігрові симулятори, як правило, уникають аркадності, стараючись максимально точно відповідати існуючим правилам цивільної авіації, зокрема правилам ешелонування, схем заходу на посадку, передачі повітряного судна між диспетчерськими пунктами. Існують онлайнові симулятори TRACON, ASRC, VRC, що використовуються в співтовариствах віртуальної авіації, таких як VATSIM.
Найцікавіші представники ігрових оффлайнових симуляторів:
- ATCC — застарілий, але все ще популярний симулятор від Xavius. У зв'язку з переходом розробника до розвитку професійних систем, випуск нової версії багато разів відкладався;
- ATCSimulator — ймовірно, лідер на сьогодні;
- London Control — трохи застарілий, але ще підтримуваний симулятор.
- Вам посадка — досить реалістичний симулятор від HGB Games

### Фентезійні
Класикою таких ігор є Magic Carpet (чиїм ідеологічним наступником є The I of the Dragon), в якій гравець літає на літаку-килимі, з оригінальною фізикою що відрізняється від аркадних авіасимуляторів, в якій управління здійснюється мишею і стрілками вперед-назад. При цьому гру не можна назвати ні аркадною, ні реалістичною, оскільки аркадними називають симулятори не відповідні оригіналу, а реалістичні — близькі до оригіналу. У даному ж випадку не існує оригіналу з яким можна порівняти гру.
- Magic Carpet — симулятор килима-самольота
- The I Of The Dragon (у російській версії Око Дракона — симулятор дракона
- Flight of Fancy — симулятор дракона
- Drakan: Order of the Flame — присутній симулятор дракона
- Project Nomads — островів, що літають, а також можуть нести гармати і маневрувати в бою

### Футуристичні
Прикладом такої гри є «Шторм», що симулює політ на гравітольоті, фізика польоту якого відрізняється і від літакової і вертолітної. Футуристичні симулятори, чия дія відбувається у відкритому космосі виділяють окремо в космосимулятори.
- Incoming
- Шторм (гра) (на заході вийшла під назвою англ. Echelon — ешелон)
- Yager (від нім. jager — єгер)